# Cooksonia
Cooksonia és un gènere extint de plantes vasculars. Va viure a mitjans del Silurià fa uns 425 milions d'anys i va ser una de les primeres plantes terrestres. La primera Cooksonia va ser descoberta i anomenada el 1937 pel paleobotànic  W. H. Lang, de la Universitat de Manchester, Anglaterra.
Aquestes plantes primitives eren vasculars, no tenien fulles ni flors però tenien a la punta de la tija unes càpsules que actuaven d'esporangis on guardaven les espores. Cooksonia només mesurava 10 cm d'alçada i s'afirma que és l'avantpassat de les plantes vasculars d'avui en dia.
Aquestes plantes fòssils és s'han trobat a Irlanda, Anglaterra, Líbia, Txecoslovàquia, el Kazakhstan, Estats Units, Austràlia i Bolívia, el que fa pressuposar que estaven molt esteses a la terra.
S'han descobert fins ara 5 espècies de Cooksonia que daten del Silurià i del Devonià:
- C. pertoni
- C. hemisphaerica
- C. cambrensis
- C. Caledon
- C. paranensis